# Layli (poupée)
  Layli , ou Leyli (lori = لَیلی), également Bahig ou Bavig, est une poupée de danse à charnière, populaire parmi les Lors d'Iran (principalement Bakhtiaris et les Lors du Sud),.

## Étymologie
Le nom Layli est originaire de Majnoun et Leila, un folklore du Moyen-Orient et une histoire d'amour. Le nom Bavig (Bahig) en lori signifie la mariée. Le mot se réfère à la féminité, à la jeunesse et à la vitalité de ce personnage de marionnette.

## La structure et la fonction
Les enfants peuvent faire marcher la danse en tirant une ficelle attachée à leurs mains. La structure de cette poupée à charnière est simple et remarquable. Les matériaux naturels sont utilisés, à l'exception des ornements tels que des paillettes, des perles et des rubans de couleur. Les poupées, les marionnettes et les masques permettent aux gens ordinaires d'indiquer ce qui est impossible dans la situation réelle; Par exemple à l'ère de Kadjar en Iran, les gens ont critiqué les conditions politiques et sociales du règne d'Ahmad-Shah par des marionnettes sans peur de la punition. Layli représente et maintient une tradition culturelle qui disparaît peu à peu dans la vie urbaine. Avec la migration des villages vers les villes pour améliorer le niveau de vie, les femmes lors ont progressivement commencé à porter le Tchador et le Manteau (salopette publique iranienne) comme manteau général avec une palette de couleurs limitée. Cela a conduit à une uniformité parmi les nouveaux arrivants dans la ville, à l'origine des tribus différentes.